# Pontifikale von Płock

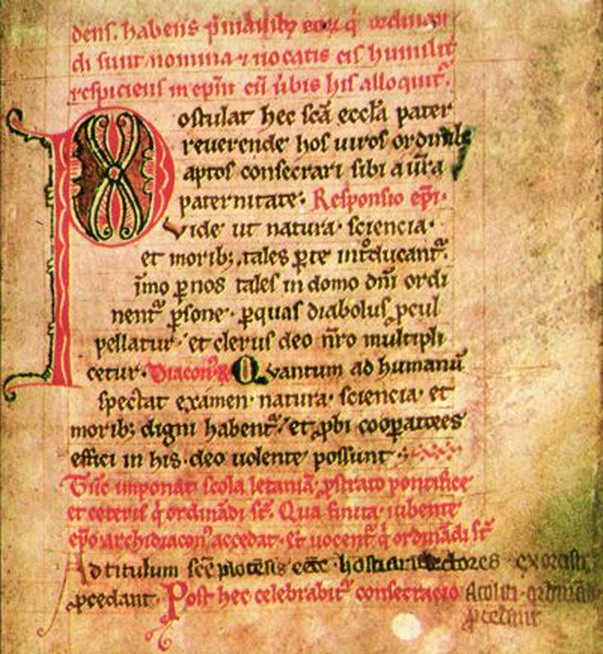
Seite aus dem Pontifikale von Płock mit einem Teil der Priesterweiheliturgie

Das Pontifikale von Płock ist eine mittelalterliche liturgische Pergamenthandschrift aus den Sammlungen des Domkapitels in Płock (Polen). 
Das Buch besteht aus 214 Pergamentseiten mit den Maßen 270 × 185 mm. Es gehört zum Typ Pontificale Romano-Germanicum (auch Ottonisches Pontifikale genannt). Das Werk entstand im 12. Jahrhundert für die Erzdiözese Gnesen. Um 1250 gelangte das Pontikfikale nach Płock. Es wurde von dem Kopisten Nikolaus, Sohn von Stanislaus geschaffen.
Während des Zweiten Weltkriegs wurde das Werk im Frühjahr 1940 von einer Gruppe Königsberger Kunsthistoriker in der Płocker Diözesanbibliothek beschlagnahmt. Es befand sich bis 1944 zusammen mit anderen Manuskripten aus polnischen Sammlungen in der Bibliothek der Albertus-Universität Königsberg. Seitdem galt es als verschollen.
Das Pontifikale wurde am 28. Mai 1973 im Auktionshaus Hartung & Karl in München zum Preis von 6200 DM erworben und befand sich seitdem in der Bayerischen Staatsbibliothek unter der Signatur Clm 28938.
Im Jahr 1977 wurde das Werk von polnischen Wissenschaftlern als Płocker Pontifikale identifiziert. Seitdem forderte die Bischofskurie Płock mehrmals (1984, 1986, 1992) erfolglos die Rückgabe des Werkes. Nachdem Anfang 2015 Bischof Piotr Libera sich direkt an den Direktor der Bayerischen Staatsbibliothek gewandt hatte, erfolgte am 14. April 2015 die Rückgabe des Werkes unter Vermittlung des polnischen Außenministeriums und Übergabe an die Schatzkammer des Diözesanmuseums Płock.